# Home Nations Championship 1901
Home Nations Championship 1901 – dziewiętnasta edycja Home Nations Championship, mistrzostw Wysp Brytyjskich w rugby union, rozegrana pomiędzy 5 stycznia a 16 marca 1901 roku. W turnieju zwyciężyła Szkocja, która pokonała wszystkich rywali i tym samym zdobyła Triple Crown.
Zgodnie z ówczesnymi zasadami punktowania przyłożenie i karny były warte trzy punkty, podwyższenie dwa, natomiast pozostałe kopy cztery punkty.

## Mecze
| 5 stycznia 1901 | Walia                                                       | 13:0(5:0) | Anglia | Cardiff Arms Park, Cardiff Widzów: 40 000 Sędzia: A. Turnbull |
| 5 stycznia 1901 | Hodges 3 (P) Nicholls 3 (P) Williams 3 (P) Bancroft 4 (2pd) | 13:0(5:0) |        | Cardiff Arms Park, Cardiff Widzów: 40 000 Sędzia: A. Turnbull |

| 9 lutego 1901 | Szkocja                                               | 18:8(10:0) | Walia                                   | Inverleith, Edynburg Widzów: 10 000 Sędzia: Rupert Jeffares |
| 9 lutego 1901 | Flett 5 (P, pd) Gillespie 10 (2P, 2pd) Turnbull 3 (P) | 18:8(10:0) | Boots 3 (P) Lloyd 3 (P) Bancroft 2 (pd) | Inverleith, Edynburg Widzów: 10 000 Sędzia: Rupert Jeffares |

| 9 lutego 1901 | Irlandia                                    | 10:6(5:3) | Anglia                          | Lansdowne Road, Dublin Widzów: 8 000 Sędzia: Graham Findlay |
| 9 lutego 1901 | Davidson 3 (P) Gardiner 3 (P) Irwin 4 (2pd) | 10:6(5:3) | Robinson 3 (P) Alexander 2 (pd) | Lansdowne Road, Dublin Widzów: 8 000 Sędzia: Graham Findlay |

| 23 lutego 1901 | Szkocja                      | 9:5(9:5) | Irlandia                  | Inverleith, Edynburg Sędzia: George Harnett |
| 23 lutego 1901 | Gillespie 3 (P) Welsh 6 (2P) | 9:5(9:5) | Doran 3 (P) Irvine 2 (pd) | Inverleith, Edynburg Sędzia: George Harnett |

| 9 marca 1901 | Anglia         | 3:18(0:15) | Szkocja                                                 | Rectory Field, Blackheath Widzów: 20 000 Sędzia: Rupert Jeffares |
| 9 marca 1901 | Robinson 3 (P) | 3:18(0:15) | Fell 3 (P) Gillespie 9 (P, 3pd) Timms 3 (P) Welsh 3 (P) | Rectory Field, Blackheath Widzów: 20 000 Sędzia: Rupert Jeffares |

| 16 marca 1901 | Walia                             | 10:9(5:9) | Irlandia                                  | St. Helen's Ground, Swansea Sędzia: A. Turnbull |
| 16 marca 1901 | Alexander 6 (2P) Bancroft 4 (2pd) | 10:9(5:9) | Davidson 3 (P) Freear 3 (P) J. Ryan 3 (P) | St. Helen's Ground, Swansea Sędzia: A. Turnbull |

## Inne nagrody
- Triple Crown –  Szkocja (po pokonaniu wszystkich rywali)
- Calcutta Cup –  Szkocja (po zwycięstwie nad Anglią)
- Drewniana łyżka –  Anglia (za zajęcie ostatniego miejsca w turnieju)